# Heterosfeer
De heterosfeer van de aarde ligt boven de homosfeer en diens turbopauze (= homopauze) en begint op ongeveer 100 km hoogte en loopt tot het einde van de aardatmosfeer. 
De belangrijkste verbindingen in de heterosfeer zijn distikstof (N), dizuurstof (O), helium (He) en diwaterstof (H). Stikstof en zuurstof vormen het onderste gedeelte van de heterosfeer. In hogere lagen van de heterosfeer, boven ongeveer 1000 km, komen helium en waterstof meer voor. De heterosfeer bevat ook de ionosfeer met ionen die voorkomen in de lagere lagen van de heterosfeer (+- 300 km hoogte). Deze ionen omvatten O+, NO+, O2+ en N2+. Door het diffuse karakter van gassen in de heterosfeer, is de densiteit ervan op eender welke hoogte niet volledig afhankelijk van temperatuur. Andere factoren die bijdragen aan variaties in dichtheid in de heterosfeer zijn o.a. de dag- en nachtcyclus, activiteit van de zon, geomagnetische activiteit en de cyclus der seizoenen. De heterosfeer bevat minder dan 0,001% van de totale massa van de aardatmosfeer.